# Доведення від супротивного
Доведення від супротивного (зведення до абсурду, лат. Reductio ad absurdum) — один із поширених методів доведення тверджень в математичній логіці. Доведення від супротивного — вид доведення, при якому доведення деякого твердження відбувається через спростування заперечення цього твердження — антитезису. Метод ґрунтується на правильності формули {\displaystyle ((A\Rightarrow B)\land \neg B)\Rightarrow \neg A} в численні висловлень та законі подвійного заперечення. Це приклад слабшого логічного спростування — доведення до абсурду.
Припускаємо, що A є істинним твердженням, і доводимо, що, по-перше, з A виводиться B, а по-друге, що з A виводиться ¬B, що неможливо; отже, A хибне, тобто істинне ¬A.
Ґодфрі Гарольд Гарді назвав доведення від супротивного, найкращою зброєю для математиків.

## Схема доведення
Доведення твердження {\displaystyle A} проводиться наступним чином. Спочатку приймають припущення, що твердження{\displaystyle A} невірне, а потім доводять, що при такому припущенні було б вірним деяке твердження {\displaystyle B}, яке завчасно невірне. Отримане протиріччя показує, що початкове твердження було невірним, і тому вірним є твердження {\displaystyle \urcorner \urcorner A}, яке по закону подвійного заперечення дорівнює твердженню {\displaystyle A}.
В інтуїтивній логіці закон виключно третього не діє, тому такі доведення в ній не приймаються.

## Приклад

### Доведенняірраціональностічисла2{\displaystyle {\sqrt {2}}}.
Припустимо супротивне: {\displaystyle {\sqrt {2}}} раціональне, тобто представляється у вигляді нескоротного дробу {\displaystyle {\frac {m}{n}}}, де {\displaystyle m} — ціле число, а {\displaystyle n} — натуральне. Піднесемо отриману рівність в квадрат:
{\displaystyle {\sqrt {2}}={\frac {m}{n}}} {\displaystyle \Rightarrow } {\displaystyle 2={\frac {m^{2}}{n^{2}}}}, звідки {\displaystyle m^{2}=2n^{2}}.
Звідси витікає, що {\displaystyle m^{2}} парне, значить, парне і {\displaystyle m}; звідси {\displaystyle m^{2}} ділиться на 4, а значить, {\displaystyle n^{2}} і {\displaystyle n} теж парні. Отримане твердження суперечить нескоротності дробу {\displaystyle {\frac {m}{n}}}. Значить початкове твердження було вірним ({\displaystyle {\sqrt {2}}} — ірраціональне число).

### Довжина гіпотенузи
Метод від супротивного також використовується, щоб показати, що для будь-якого невиродженого прямокутного трикутника, довжина гіпотенузи менше, ніж сума довжин двох інших. Доказ спирається на теорему Піфагора. Припустимо c є довжиною гіпотенузи і a і b довжини ребер, твердження в тому, що a+b>c.
Заперечимо це твердження припустивши, що a+b≤c. Піднесемо обидві частини нерівності в квадрат(a + b)2 ≤ c2. Маємо a2 + 2ab + b2 ≤ c2. Трикутник є невиродженим, якщо кожне ребро має додатню довжину, тому можна вважати, що a і b більше 0. Таким чином a2 + b2 < a2 + 2ab + b2 ≤ c2. Транзитивне відношення може бути зведене до a2 + b2 < c2. Як відомо з теореми Піфагора, що a2 + b2 = c2. Це призводить до протиріччя, так як нерівність строга і рівності є взаємовиключними.

### Не існує найменшого раціонального числа
Розглянемо твердження, P: «немає найменшого раціонального числа більше 0». Доводячи від супротивного припустимо зворотне, ¬P: що є найменше раціональне число, скажімо, r.
Тепер r/2 є раціональним числом більше 0 і менше, ніж r. Але це суперечить нашому початковому припущенню: ¬P, що r було найменшим раціональним числом. Таким чином, ми можемо зробити висновок, що початкове положення, P, має бути правдою — «немає найменшого раціонального числа більше 0».

### Інші приклади
Лікар, переконуючи пацієнта в тому, що той не хворий на грип, може розмірковувати наступним чином: "Якби ви дійсно були хворі грипом, то у вас би була підвищена температура, була б нежить і т. д. Але нічого з цього немає. Відповідно, пацієнт не хворий на грип.

## В математичній логіці
В математичній логіці метод від супротивного представляється так: Якщо {\displaystyle S\cup \{P\}\vdash \mathbb {F} } тоді {\displaystyle S\vdash \neg P.} Або, якщо {\displaystyle S\cup \{\neg P\}\vdash \mathbb {F} } тоді {\displaystyle S\vdash P.}
У наведеному вище тексті P це припущення, яке ми хочемо довести, і S являє собою набір операторів, наприклад, аксіоми теорії в якій ми працюємо, або більш ранні теореми на яких ми можемо побудувати доведення. Ми розглядаємо P, або заперечення Р, на додаток до S; якщо це призводить до логічного протиріччя F, то можна зробити висновок, що припущення в S призводять до заперечення Р або самої Р відповідно.
Зверніть увагу, що теоретико-множинне об'єднання, в деяких контекстах тісно пов'язані з логічною диз'юнкцією (або).